# Dinastia de Avis
A Casa de Avis, ou Dinastia Joanina, foi uma dinastia portuguesa, tendo sido uma das mais importantes e influentes na Europa e no mundo durante a Era dos Descobrimentos, que estabeleceu Portugal como uma potência global após a criação do Império Português. Os Aviz governaram Portugal de 1385 até 1580, quando a Dinastia Filipina sucedeu ao trono após a crise de sucessão portuguesa de 1580.
A Casa foi fundada por João de Avis, Grão-Mestre da Ordem de Aviz e filho ilegítimo do rei D. Pedro I (da Casa de Borgonha), que ascendeu ao trono depois de pressionar com sucesso a sua reivindicação durante a guerra de crise dinástica de 1383–1385.
A Casa de Aviz produziu inúmeras figuras proeminentes na história europeia e global, incluindo o infante D. Henrique, o Navegador, o rei Manuel I de Portugal e a Santa Imperatriz Romana Isabel de Portugal. O título de Grão-Mestre da Ordem de Avis foi permanentemente incorporado na coroa portuguesa no final do reinado pela Casa de Avis em 1551.

## A Casa de Avis

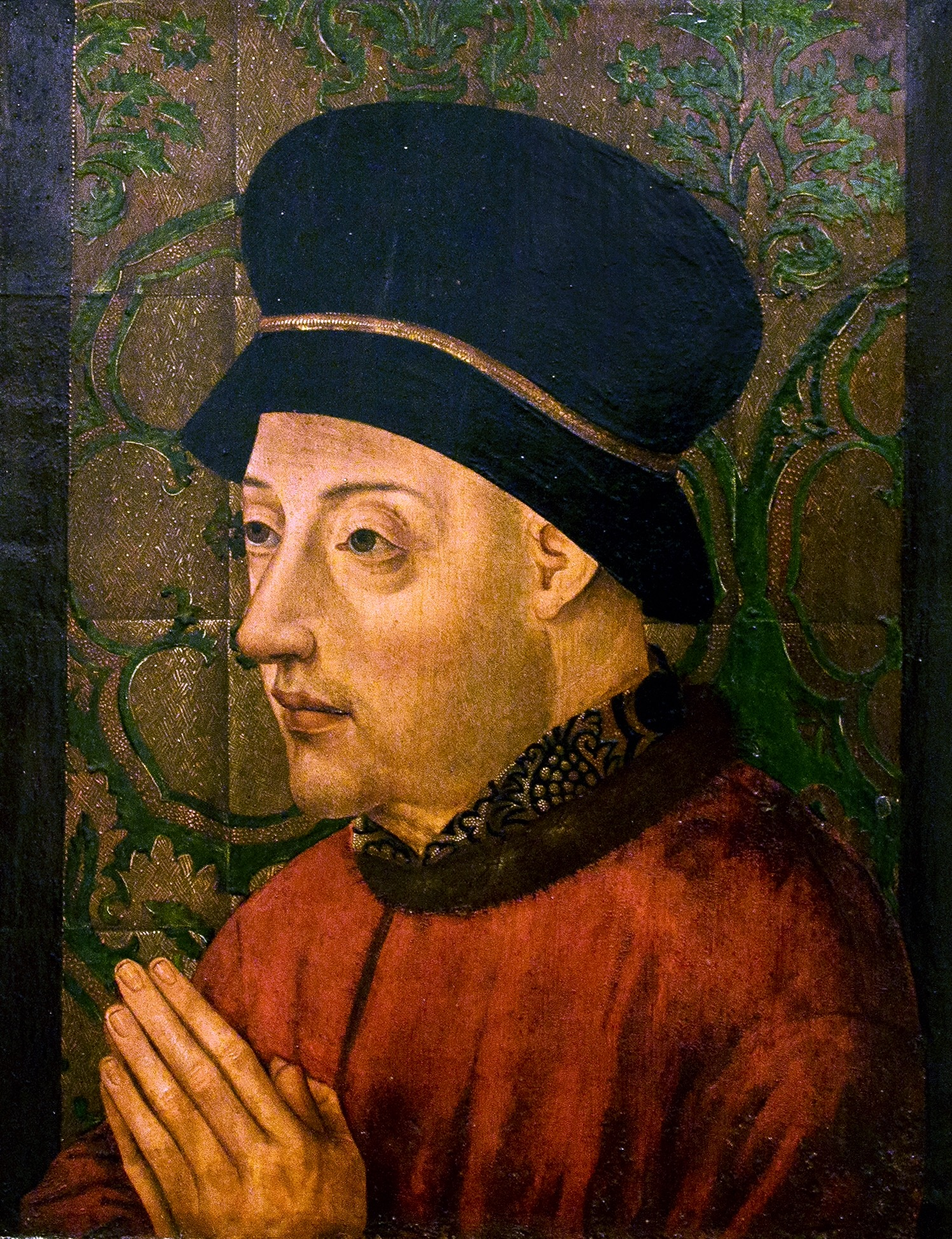
D. João I, fundador da Dinastia de Avis.

D. João era filho natural de D. Pedro I, pai de D. Fernando e antecessor deste, mas não poderia galgar ao trono legalmente. A nova Dinastia deu prosseguimento à linhagem consanguínea, visto que o novo rei era meio-irmão do soberano anterior.
A historiografia diverge quanto ao caráter revolucionário e popular do movimento de Avis. Parte dos historiadores considera que a crise de 1383 foi essencialmente popular e centrada na ideia de nação e soberania, responsável por uma consciência nacional radicada nas massas.
Por outro lado, e com maior destaque, outros teóricos consideram que o movimento foi a primeira revolução burguesa nacional, e não meramente popular. A ordem estabelecida foi dissolvida pela vontade majoritária da burguesia ascendente e da baixa nobreza. D. João foi o primeiro rei de Portugal eleito pelas Cortes, nas quais participaram os três estados, o da nobreza, do clero e o dos povos.
O Mestre de Avis assumiu o título de Regedor e Defensor do Reino depois de a população de Lisboa se revoltar, instigada por Álvaro Pais, contra a rainha regente, D. Leonor Teles na sequência da assassínio do seu favorito, o Conde de Andeiro. Os revoltados pretendiam evitar que ao trono subisse a descendência do casamento de D. Beatriz com D. João I de Castela, nos termos do Tratado de Salvaterra de Magos. Só nas Cortes de Coimbra de 1385 é que João I foi "eleito" rei de Portugal. 
Durante a Dinastia de Avis teve início a expansão atlântica portuguesa iniciada pela conquista de Ceuta (1415), fato intimamente ligado com a nova atenção que foi dada à burguesia, que financiou a crise, com a implementação de novas rotas e organização alfandegária.

## Ascensão ao trono: Revolução de 1383–1385
De 1367 a 1383, Portugal esteve sob o reinado de D. Fernando I, último rei da Dinastia de Borgonha, primeira Dinastia portuguesa, e herdeiro legítimo de D. Pedro I (r.1357–1367). A política exterior desastrosa de D. Fernando criou um ambiente de indignação, uma vez que, no Tratado de Salvaterra de Magos, ele ofereceu em casamento a mão de sua filha única, d. Beatriz, ao rei de Espanha João I, união que colocava em conflito a legitimidade da sucessão hereditária e a soberania nacional a favor do reino vizinho.
Por não ter deixado um varão em sua descendência, D. Fernando teria como herdeiro do trono o filho de D. Beatriz com D. João I de Castela. Por outro lado, D. Fernando possuía dois meios-irmãos, D. João e D. Dinis. Por ser de origem bastarda, o primeiro representava antes a figura do ”outro”, que jamais poderia se tornar rei.
D. Pedro teve uma fascinante história de amor com D. Inês de Castro, assassinada por ordem e ação do rei Afonso IV em 1355. Depois da morte da amada, o infante se relacionou com outras mulheres e, de um destes envolvimentos, nasceu João, filho ilegítimo com uma dama galega, Teresa Lourenço, filha do comerciante Lourenço Martins, o da Praça e mãe de identidade ignorada. Como este não teria direito ao trono, Pedro, tornado rei, entregou a D. João o título de mestre da Ordem de Avis. O herdeiro do trono foi D. Fernando, seu filho legitimo.
D. Fernando se apaixonou por Leonor Teles, uma mulher casada de origem castelhana. Assim, para casar com ela, o rei ordena a anulação do casamento da amada, causando grande insatisfação popular. Desse casamento nascera D. Beatriz.
D. Fernando morreu em 1383 sem deixar varão em sua descendência. Seguindo o Tratado de Salvaterra de Magos, a rainha viúva D. Leonor assumiria a regência até que D. Beatriz tivesse um filho legitimo com seu marido João I de Castela e que chegasse a idade de 14 anos. Tal medida era vista como uma ameaça à soberania do reino português. A maior parte da nobreza, principalmente a de primeira linha, concordava em seguir o tratado de Salvaterra de Magos enquanto os aliados ingleses, a nobreza de segunda linha e os comerciantes temiam a perda de soberania e repudiavam a regência de uma rainha de maus costumes e adúltera, já que mantinha um relacionamento com o conde espanhol João Fernandes Andeiro.
D. João conseguiu apoio dos ingleses e da nobreza secundogênita, não beneficiada com as benesses do reinado de D. Fernando, assim como dos comerciantes de Lisboa, que temiam a concorrência castelhana. Teve início a Crise de 1383–1385 em Portugal, chamada de Revolução de Avis. Após diversos conflitos, D. João I foi, ilegalmente, (pois à revelia do tratado de Salvaterra de Magos) eleito rei nas Cortes de Coimbra em 1385. Pela primeira vez um rei português foi eleito em assembleia popular com participação de comerciantes menores. Nesta altura, os comerciantes possuíam um poder econômico superior ao da maior parte dos fidalgos do reino, mas mesmo assim não gozavam de prestigio político. O contexto caótico possibilitou que angariassem uma posição de destaque, na constante tentativa de equiparação com a nobreza ou ascensão a ela. O conflito também possibilitou a promoção dos nobres secundogênitos de Lisboa que se posicionassem a favor do Mestre de Avis.
Com a destituição da regência de D. Leonor têm início os conflitos, o rei de Castela e genro da rainha regente, faz cerco na cidade de Lisboa. Entretanto, um pequeno exército português, comandado pelo general D. Nuno Álvares Pereira venceu os castelhanos na Batalha dos Atoleiros. A dita batalha ocorreu no Alto Alentejo em 6 de abril de 1384. Tratou-se de um combate de relevante importância política, psicológica e, claro, militar. Foi responsável por consolidar o partido de Avis e provar a possibilidade de vitória contra a Castela. A batalha foi militarmente decisiva ao impedir a junção das tropas castelhanas que invadiam o Alentejo com aquelas que já montavam o cerco a Lisboa. A batalha de Atoleiros pode ser considerada como precursora da grande vitória obtida em Aljubarrota, escassos quatro meses mais tarde.
Outro exército luso-castelhano, comandado por Beatriz e João I de Castela, invadiu Portugal, acontecendo em Aljubarrota (1385) uma batalha decisiva. Aproveitando as vantagens da colocação no terreno e utilizando táticas inovadoras aprendida dos ingleses, em número muito inferior, conseguiram outra notável vitória, a maior de todo o conflito. A paz definitiva com Castela só veio a ser assinada em 1411. Para assinalar o acontecimento, D. João I mandou edificar, no local, o Mosteiro de Santa Maria da Vitória, conhecido por Mosteiro da Batalha, onde há uma capela-panteão na qual jazem os príncipes da nova Dinastia de Avis.
Aos populares e comerciantes e principalmente aos aliados ingleses, não faltaram esforços para o financiamento no pós-guerra. Os letrados tiveram grande importância no progresso do movimento, como por exemplo, nas relações diplomáticas para conquistar, formalmente, o apoio da Inglaterra. A baixa fidalguia, que não gozava das benesses da Dinastia estabelecida, apoiou a revolução visando futuros títulos e mercês.
O novo Rei não acabou com o poder senhorial a não ser na área de cada conselho. Os comerciantes que apoiaram e financiaram a nova Dinastia tentou apoderar-se do poder senhorial, objetivando minimamente serem equiparados em direitos políticos e jurídicos com a alta nobreza com a obtenção de títulos nobiliárquicos.
No pós-guerra criou-se, em Portugal um governo forte e centralizado, possibilitando a missão cosmopolita com livre trânsito inglês, que passaram, diretamente, a influir sobre os rumos do reino, vez que estavam por detrás de toda táctica e acção militar que assegurou João I no poder. Indubitavelmente, foi o primeiro passo para lançar a expansão colonial portuguesa, já que facilitou a concentração de investimentos para a navegação. A nova nobreza portuguesa, desejosa de senhorios, terras e renda, exerce pressão sobre o poder central a favor da expansão, bem como os comerciantes, cada vez mais interessados em estabelecer novas rotas de comércio e exploração. Assim, são lançadas as políticas expansionistas joaninas em busca de rotas comerciais, exploração de ouro e terras. Surgem as primeiras feitorias portuguesas na África. Até a morte do Cardeal-rei D. Henrique em 1580 descobrir-se-ão mais de 80 léguas.

## Reis da Dinastia de Avis
- D. João I (1357–1433), o da Boa Memória, Mestre de Avis (r. 1385–1433)[10] — Filho natural de D. Pedro I com Teresa Lourenço e meio-irmão do Rei D. Fernando I de Portugal. Casou-se com D. Filipa de Lencastre (1360–1415), sem antes ter se envolvido com Inês Pires, comendadeira de Santos.[11]
- D. Duarte (1391–1438), o Eloquente[nota 1] (r. 1433–1438)[13] – Filho de D. João I, casou-se com a infanta D. Leonor de Aragão (1402–1445).
- D. Afonso V (1432–1481), o Africano (r. 1438–1481)[14] – Filho de D. Duarte, subiu ao trono sob a regência de seu tio, D. Pedro, em 1439. Casou-se com D. Isabel de Coimbra (1432–1455) e, após morte desta, com D. Joana de Trastâmara, a Beltraneja (1462–1530).
- D. João II (1455–1495), o Príncipe Perfeito (r. 1481–1495)[15] – Filho de D. Afonso V, casou-se com D. Leonor de Viseu (1458–1525) e teve um filho bastardo, D. Jorge de Lencastre, com Ana de Mendonça (m.1545).
- D. Manuel I (1469–1521), o Venturoso e o Felicíssimo (r. 1495 – 1521)[16] – Primo de D. João II, casou-se com D. Isabel de Aragão (1470–1498); após morte desta, com sua irmã D. Maria de Aragão (1482–1517); e, por fim, com D. Leonor da Áustria (1498–1558).
- D. João III (1502–1557), o Piedoso (r. 1521–1557)[17] – Filho de D. Manuel I, casou-se com D. Catarina de Áustria (1507–1578).
- D. Sebastião I (1554–1578), o Desejado (r. 1557–1578)[18] – Neto de D. João III, subiu ao trono sob regência de sua avó D. Catarina, seguida do seu tio-avô Cardeal D. Henrique .
- D. Henrique (1512–1580), o Casto (r. 1578–1580)[19] – Tio-avô de D. Sebastião I e filho oitavo de D. Manuel I.

## Fernão Lopes e a construção mítica da Dinastia
Para legitimar a nova Dinastia, D. Duarte (r. 1433–1438), sucessor do Mestre de Avis, financiou a produção de crônicas régias. Para estar à frente desta iniciativa, o monarca escolheu o notário geral e guardador dos Arquivos da Torre do Tombo, Fernão Lopes (1380–1460). O cronista teve acesso privilegiado à documentação e, nas obras sobre as vidas dos últimos reis da Dinastia de Borgonha, D. Pedro I e D. Fernando, e do primeiro de Avis, D. João I, assumiu papel de historiador na procura pessoal e interessada de atestação da veracidade das informações.
A Crónica de el-rei D. João I consiste em um complexo mítico de sagração e batismo do reino. Fernão Lopes modificou a imagem de D. João do “outro” para a de símbolo legitimo da identidade portuguesa. Para tanto, não recorreu significativamente à condição de bastardo do rei. Ao invés disso, utilizou elementos messiânicos para construir a mitologia em torno de D. João I, mestre designado pelo salvador para socorrer, com a ajuda dos ingleses e de Nuno Álvares Pereira, figura recorrente na obra, o povo português da dominação e tirania castelhanas que em realidade queriam fazer cumprir o tratado de Salvaterra de Magos assinado por D. Fernando I de Portugal.

## A suposta Dinastia de "Avis-Beja"
Na historiografia portuguesa, é recorrente a utilização do termo “Dinastia de Avis-Beja” para se referir à Dinastia de Avis.
Mas o termo aponta para a existência de um ramo secundogênito na Dinastia, iniciado a partir de um caso excepcional na história da monarquia portuguesa: a aclamação de D. Manuel I, 4.º Duque de Beja, como herdeiro legítimo de todos os reinos e senhorios do seu primo direito e cunhado, o rei D. João II. Podendo passar despercebido já que a sucessão se manteve na mesma família, esta representou a refundação dinástica por iniciativas do próprio felicíssimo rei, através da reorganização e centralização da nobreza ao seu redor com a restauração de privilégios às casas de Viseu e Bragança; da reformulação legislativa do reino; e, daquilo que fora a principal marca do seu reinado, a continuidade da expansão do Império Português com a idealização e execução, à revelia da burguesia reinol e de facções aristocráticas, de um projeto ultramarino, com traços messiânicos, dirigido para o norte da África e o Oriente.
É importante ressaltar que o ducado de Beja foi um apanágio para a sustentação de Manuel no poder já que adquirido graças a sua lealdade e apoio incondicional a D. João II. Assim, mais do que um golpe de sorte, a aclamação do Duque se constituiu como um acontecimento já esperado porque silenciosamente engendrado por ele  — sobretudo com a ajuda da rainha-consorte Leonor de Avis, sua irmã —, fato que revela a cautela e hesitação que marcaram o seu caráter.
Diante disso, a discussão sobre o termo é perfeitamente dispensável nos trabalhos sobre a história de Portugal no período avisino, pelo fato de não ter havido rupturas significativas com os elementos definidores da Dinastia nos âmbitos político, legal e econômico. Entretanto, é necessário levar em conta que o seu uso implica o reconhecimento de uma grande mudança sucessória que alçou ao poder régio o segundo grau de descendentes do Mestre de Avis na segunda metade da Dinastia que constituiu.

## A luta de D. António, o Prior do Crato
D. Antônio, o prior do Crato (1531 – 1595), considerado como filho ilegítimo de D. Luís de Beja, irmão de D. João III, era o último representante da casa de Avis com a morte de D. Sebastião na Batalha de Alcácer-Quibir e do sexagenário Cardeal-rei D. Henrique. Ao reivindicar a coroa, D. Antônio poderia ser a única possibilidade de evitar o fim dessa Dinastia e sua condição de “ilegítimo” não seria necessariamente um empecilho, haja vista que o fundador da casa, D. João I, também apresentava essa mesma condição. No entanto, as pretensões do Prior do Crato e dos seus apoiadores, os antonistas, enfrentaram forte oposição do próprio Cardeal e dos outros dois candidatos ao trono: D. Catarina de Portugal e Filipe II de Espanha, Rei de Castela. D. Antônio, inclusive, chegou a ser aclamado Rei de Portugal em 24 de junho de 1580 em algumas regiões portuguesas, sobretudo no ultramar, mas, em agosto do mesmo ano, frotas castelhanas tomaram o reino em nome de Felipe II.
Assim, D. Antônio acabou fugindo e, à distância, articulou várias tentativas de subir ao trono; sem sucesso, morreu exilado em Paris em 1595. Ainda assim, o antonismo sobreviveu por décadas, mesmo depois do exílio do Prior do Crato e possivelmente alimentado por um sentimento nacionalista. Por motivos evidentemente políticos, os cronistas oficiais da Dinastia de Habsburgo e de Bragança excluíram o prior do Crato da lista de reis de Portugal, fato que corrobora ainda mais a presença da discussão sobre o nobre na historiografia portuguesa.

## Árvore Genealógica dos Avis

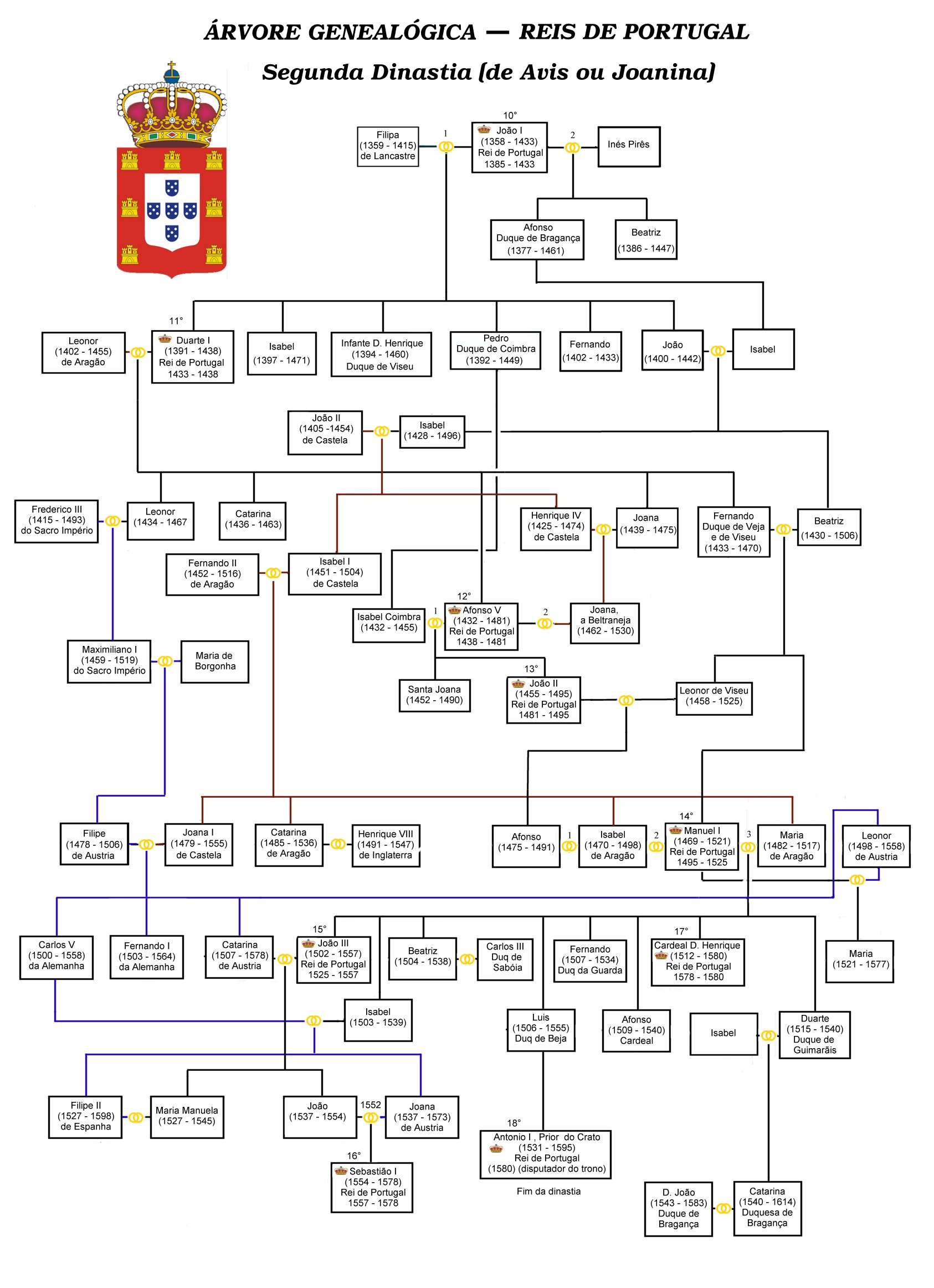
Genealogia da Dinastia de Avis

## Príncipes e Princesas da Dinastia de Avis
| Nome                                                                           | Título | Ref    |
| ------------------------------------------------------------------------------ | --- | ------ |
| Infante-Regente D. Pedro de Portugal, o Príncipe das Sete Partidas (1392–1449) | Filho de João I e Filipa de Lencastre, 1.º Duque de Coimbra | [ 28 ] |
| Infante D. Henrique, o Navegador (1394–1460)                                   | Filho de João I e Filipa de Lencastre, 1.º Duque de Viseu | [ 29 ] |
| Infanta D. Isabel (1397–1471)                                                  | Filha de João I e Filipa de Lencastre, Duquesa-Regente da Borgonha, casada com D. Filipe III de Borgonha | [ 30 ] |
| Infante D. João (1400–1442)                                                    | Filho de João I e Filipa de Lencastre, 3.º Condestável de Portugal, 10.º Mestre da Ordem de Santiago e 1.º Senhor de Reguengos de Monsaraz, Colares e Belas                                                  | [ 31 ] |
| Infante D. Fernando, o Infante Santo (1402–1433)                               | Filho de João I e Filipa de Lencastre, 2.º Administrador da Ordem de Avis e 1.º Senhor de Salvaterra de Magos e Atouguia da Baleia                                                                           | [ 32 ] |
| D. Afonso I de Bragança (1377–1461)                                            | Filho natural de João I com Inês Pires, 8.º Conde de Barcelos, 2.º Conde de Neiva e 1.º Duque de Bragança | [ 33 ] |
| D. Beatriz Pereira de Alvim (1380–1414)                                        | Filha de Nuno Álvares Pereira, Condessa de Arraiolos, de Ourém e de Barcelos e esposa de Afonso I, Duque de Bragança                                                                                         | [ 33 ] |
| D. Beatriz de Arundel (1386–1447)                                              | Filha natural de João I com Inês Pires, 12.ª Condessa de Arundel, casada com Thomas FitzAlan, 12.º Conde de Arundel, e 5.ª Baronesa de Talbot, Irchenfield e Blakmer, pelo 2.º casamento, com Gilbert Talbot | [ 34 ] |
| D. D. Pedro de Coimbra (1429–1466)                                             | Filho de D. Pedro, duque de Coimbra com D. Isabel de Urgel, 5.º Condestável de Portugal e 5.º Administrador da Ordem de Avis                                                                                 |        |
| D. João de Coimbra (1431–1457)                                                 | Filho de D. Pedro, duque de Coimbra com D. Isabel de Urgel, Príncipe de Antioquia e Regente do Reino de Chipre                                                                                               |        |
| Cardeal D. Jaime de Portugal (1433–1459)                                       | Filho de D. Pedro, duque de Coimbra com D. Isabel de Urgel, 6.º Arcebispo de Lisboa |        |
| D. Filipa de Coimbra (1437–1493)                                               | Filha de D. Pedro, duque de Coimbra com D. Isabel de Urgel, solteira, serviu de segunda mãe aos sobrinhos João II e Santa Joana                                                                              |        |
| D. Duarte de Meneses (1414–1464)                                               | Filho de Pedro de Meneses, 3.º Conde de Viana do Alentejo, 2.º Conde de Viana (da Foz do Lima) e 1.º Capitão de Alcácer-Ceguer                                                                               |        |
| D. Afonso de Valença (1400–1460)                                               | Filho de Afonso I de Bragança e Beatriz Pereira Alvim, 4.º Conde de Ourém e 1.º Marquês de Valença |        |
| D. Isabel de Barcelos (1402–1465)                                              | Filha de Afonso I de Bragança e Beatriz Pereira Alvim, esposa do meio-tio D. João e 1.ª Senhora de Reguengos de Monsaraz, Colares e Belas                                                                    | [ 31 ] |
| D. Isabel de Avis (1428–1496)                                                  | Filha de D. João e Isabel de Barcelos, rainha de Castela e Leão, esposa de João II de Castela e mãe de Isabel I de Castela, a Católica                                                                       |        |
| D. Fernando I de Bragança (1403–1478)                                          | Filho de Afonso I de Bragança e Beatriz Pereira Alvim, 9.º Conde de Barcelos, 3.º Conde de Neiva, 3.º Conde de Arraiolos, 2.º Duque de Bragança e 1.º Marquês de Vila Viçosa                                 |        |
| D. Joana de Castro (1410–1479)                                                 | Filha de D. João de Castro, 3.ª Senhora de Cadaval e Peral e esposa de Fernando I de Bragança |        |
| D. Fernando II de Bragança (1430–1483)                                         | Filho de Fernando I de Bragança e Joana de Castro, 10.º Conde de Barcelos, 1.º Conde de Guimarães e 3.º Duque de Bragança                                                                                    |        |
| D. João de Bragança (1430–1484)                                                | Filho de Fernando I de Bragança e Joana de Castro, 7.º Condestável de Portugal e 1.º e único Marquês de Montemor-o-Novo                                                                                      |        |
| D. Afonso de Faro (1435-?)                                                     | Filho de Fernando I de Bragança e Joana de Castro, 1.º Conde de Faro e 2.º Conde de Odemira |        |
| Infante D. Fernando de Viseu (1433–1470)                                       | Filho de Duarte I e Leonor de Aragão, 2.º Senhor da Covilhã, 1.º Senhor de Moura, 6.º Condestável de Portugal, 2.º Duque de Viseu e 1.º Duque de Beja, pai de D. Manuel I e Leonor de Viseu                  | [ 35 ] |
| D. Beatriz de Portugal (1430–1506)                                             | Filha de D. João e Isabel de Barcelos, esposa de D. Fernando, mãe de D. Manuel I e Leonor de Viseu | [ 35 ] |
| Infanta D. Leonor de Portugal (1434–1467)                                      | Filha de Duarte I e Leonor de Aragão, Imperatriz consorte do Sacro Império Romano, esposa de Frederico III de Habsburgo                                                                                      | [ 36 ] |
| Infanta D. Catarina de Portugal (1436–1463)                                    | Filha de Duarte I e Leonor de Aragão, religiosa | [ 37 ] |
| Infanta D. Joana de Portugal (1439–1475)                                       | Filha de Duarte I e Leonor de Aragão, Rainha consorte de Castela, esposa de Henrique IV de Castela e mãe de Joana, a Beltraneja                                                                              | [ 38 ] |
| D. Henrique de Meneses (1450–1480)                                             | Filho de Duarte de Menezes, 4.º Conde de Viana do Alentejo, 3.º Conde de Viana (da Foz do Lima), 1.º Conde de Valença, 1.º Conde de Loulé e Alferes-mor de Alcácer-Ceguer                                    |        |
| Príncipe D. João (1451)                                                        | Filho mais velho de Afonso V de Portugal e Isabel de Coimbra, jurado Príncipe herdeiro de Portugal, mas faleceu pouco depois de nascer, o que fez com que seu irmão mais novo D. João II sucedesse o seu pai | [ 39 ] |
| Infanta Santa Joana (1452–1490)                                                | Filha de Afonso V e Isabel de Coimbra, jurada princesa herdeira da Coroa | [ 40 ] |
| Infante D. Afonso (1475–1491)                                                  | Filho de D. João II e de Leonor de Viseu, jurado como Príncipe herdeiro de Portugal mas morreu numa queda de cavalo em Alfange                                                                               | [ 41 ] |
| D. Jorge de Lencastre (1481–1550)                                              | Filho bastardo de João II com Ana de Mendonça, Grão-Almirante de Portugal, 13.º Mestre da Ordem de Santiago, 9.º Administrador da Ordem de Avis e 2.º Duque de Coimbra                                       | [ 42 ] |
| D. Jaime I de Bragança (1479–1532)                                             | Filho de Fernando II de Bragança, 11.º Conde de Barcelos e 4.º Duque de Bragança |        |
| Infante D. Miguel da Paz (1498–1500)                                           | Filho de Manuel I e Isabel de Aragão, suposto herdeiro das Coroas de Portugal, Aragão e Castela | [ 43 ] |
| Infanta D. Isabel de Portugal (1503–1539)                                      | Filha de Manuel I e Maria de Aragão , Imperatriz consorte do Sacro Império Romano, esposa de Carlos V e mãe de Filipe II de Espanha                                                                          | [ 44 ] |
| Infanta D. Beatriz de Portugal (1504–1538)                                     | Filha de Manuel I e Maria de Aragão, Duquesa consorte de Saboia e Condessa Soberana de Asti, esposa de Carlos III                                                                                            | [ 45 ] |
| Infante D. Luís de Beja (1506–1555)                                            | Filho de Manuel I e Maria de Aragão, 5.º Senhor de Moura, Prior da Ordem Soberana e Militar de Malta, 9.º Condestável de Portugal e 5.º Duque de Beja, pai de D. António, Prior do Crato                     | [ 46 ] |
| Infante D. Fernando de Portugal (1507–1534)                                    | Filho de Manuel I e D. Maria de Aragão, 1.º Senhor de Trancoso e 1.º Duque da Guarda | [ 47 ] |
| D. Guiomar Coutinho                                                            | Neta materna de Henrique de Meneses, 5.ª Condessa de Marialva, 3.ª Condessa de Loulé e 1.ª Duquesa da Guarda, casada com D. Fernando de Portugal                                                             | [ 47 ] |
| Cardeal-infante D. Afonso de Portugal (1509–1540)                              | Filho de Manuel I e Maria de Aragão, Bispo da Guarda, Bispo de Viseu, Bispo de Évora e Arcebispo de Lisboa                                                                                                   | [ 48 ] |
| Infante D. Duarte de Portugal (1515–1540)                                      | Filho de Manuel I e Maria de Aragão, 4.º Duque de Guimarães | [ 49 ] |
| Infanta D. Maria de Portugal (1521–1577)                                       | Filha de Manuel I e sua terceira esposa Leonor da Áustria e 6.ª Duquesa de Viseu | [ 50 ] |
| D. João de Lencastre (1501–1571)                                               | Filho de D. Jorge de Lencastre, 1.º Marquês de Torres Novas e 1.º Duque de Aveiro |        |
| Infanta D. Maria Manuela de Portugal (1527–1545)                               | Segunda filha de João III e Catarina de Áustria, primeira esposa de Filipe II de Espanha | [ 51 ] |
| Infante D. João Manuel (1537–1554)                                             | Oitavo filho de João III e Catarina de Áustria, Príncipe herdeiro de Portugal e pai do futuro rei D. Sebastião                                                                                               | [ 52 ] |
| D. Teodósio I de Bragança (1505–1563)                                          | Filho de Jaime I de Bragança, 12.º Conde de Barcelos e 5.º Duque de Bragança |        |
| D. Isabel de Bragança (1514–1576)                                              | Filha de Jaime I de Bragança e esposa de Duarte de Portugal | [ 49 ] |
| D. Maria de Guimarães (1538–1577)                                              | 3.ª Duquesa consorte de Parma e Placência, filha de Duarte de Portugal e Isabel de Bragança, esposa de Alexandre Farnésio de Parma e Placência                                                               |        |
| D. Catarina de Portugal (1540–1614)                                            | 6.ª Duquesa consorte de Bragança, filha de Duarte de Portugal e Isabel de Bragança, esposa de João I de Bragança e candidata ao trono português com a morte do tio Cardeal-rei D. Henrique                   |        |
| D. Duarte de Guimarães (1541–1576)                                             | Filho de Duarte de Portugal e Isabel de Bragança, 5.º Duque de Guimarães |        |
| D. João I de Bragança (1543–1583)                                              | Filho de Teodósio I de Bragança, 11.º Condestável de Portugal, 6.º Duque de Bragança e 1.º Duque de Barcelos                                                                                                 |        |
| D. Filipa de Portugal (1560-?)                                                 | Filha de António I, Prior do Crato, freira de Lorvão e Ávila | [ 53 ] |
| D. Luísa de Portugal (1562-?)                                                  | Filha de António I, Prior do Crato, freira de Tordesilhas | [ 53 ] |
| D. Manuel de Portugal (1568–1638)                                              | Filho de António I, Prior do Crato, jurado Príncipe herdeiro de Portugal durante o curto reinado do seu pai, casou-se com D. Emília de Nassau                                                                | [ 54 ] |
| D. Cristóvão de Portugal (1573–1638)                                           | Filho de António I, Prior do Crato, general | [ 55 ] |
| D. Dinis de Portugal (1576-?)                                                  | Filho de António I, Prior do Crato, Monge cisterciense em Valbuena | [ 53 ] |
| D. Teodósio II de Bragança (1568–1630)                                         | Filho de João I de Bragança e Catarina de Portugal, 7.º Duque de Bragança, 2.º Duque de Barcelos e pai de João IV de Portugal                                                                                |        |